# 周旨
周旨，晋初伐吴时為牙门将。在攻吳戰役中，鎮南將軍杜预命之和牙门将管定、伍巢伏兵於樂鄉城外，之後周旨待東吴都督孫歆敗軍而還時生擒孫歆。
西晉鎮南將軍杜预伐吳至樂鄉，命牙門将管定、伍巢、周旨等伏兵於樂鄉城外。吳都督孫歆遣軍拒晉將王濬於上流，大敗而還。周旨等伏兵，隨孫歆軍而入，直至帳下，虜獲孫歆。故军中为之谣曰：“以计代战一当万。”之後進逼江陵。吳將伍延詐降失敗被晉軍攻剋。
在《三國演義》中有沈莹和孫歆被周旨所殺的情節。